# Platyja retrahens
Platyja retrahens är en fjärilsart som beskrevs av Louis Beethoven Prout 1921. Platyja retrahens ingår i släktet Platyja och familjen nattflyn. Inga underarter finns listade i Catalogue of Life.